# One America News Network

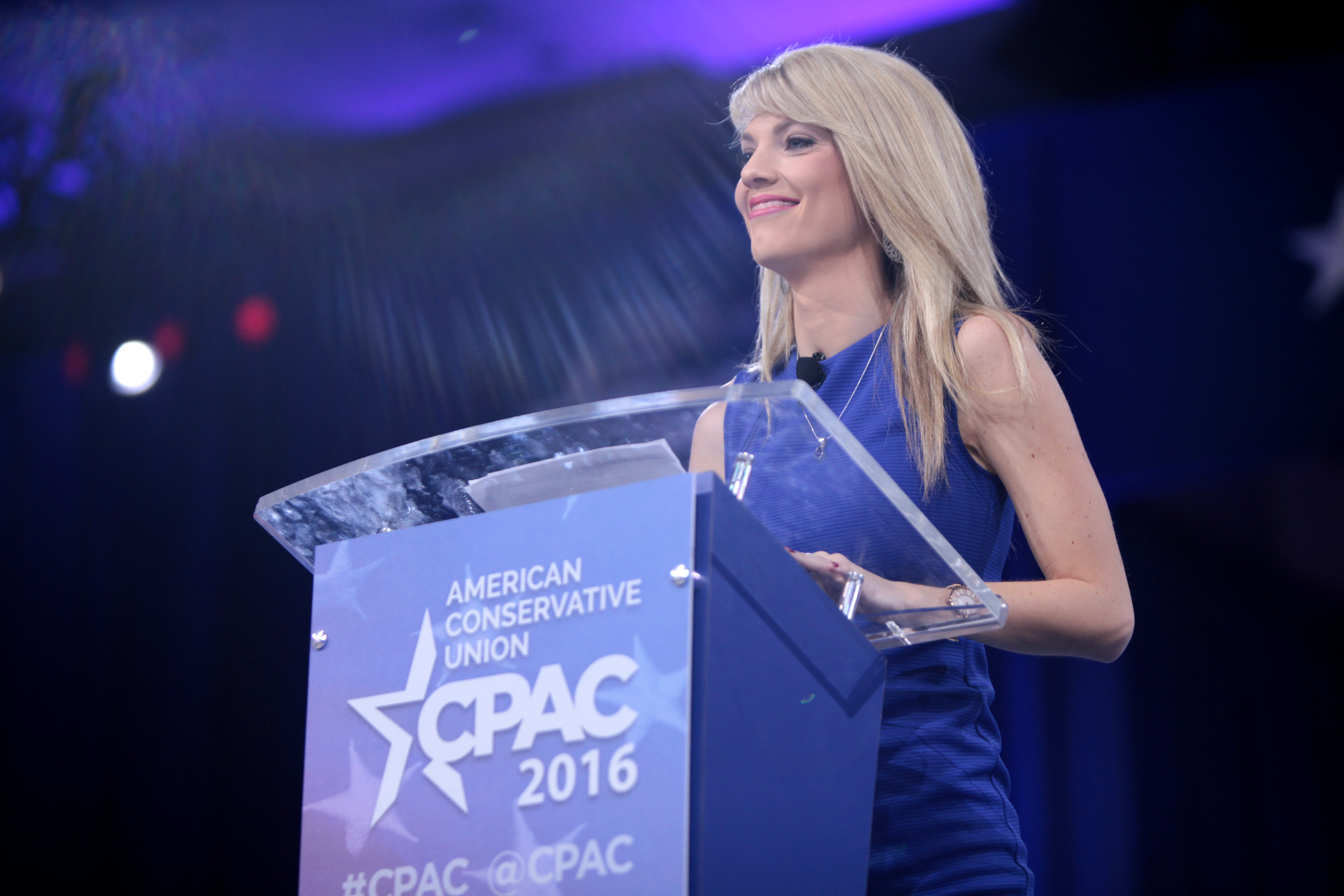
Die konservative Aktivistin Liz Wheeler ist eine der Hauptmoderatorinnen von OAN, Bild 2016

One America News Network (kurz OAN) ist ein US-amerikanischer Kabelfernsehsender mit Sitz in San Diego. Der Sender unterhält Büros in Washington, D.C. und in New York City. Der Leiter und Gründer des Unternehmens ist der Geschäftsmann Robert Herring.
Die politische Ausrichtung des Senders ist rechts bis rechtsextrem.

## Hintergrund
OAN wurde 2013 gegründet und erreichte 2019 rund 35 Millionen Haushalte in den USA.
Damit war OAN zwar der viertgrößte Nachrichtenkanal im US-Kabel, die gemessene Einschaltquote beträgt jedoch nur einen Bruchteil von der der Konkurrenten CNN, MSNBC und Fox News.
Die Nachrichtenagentur Reuters berichtete im Oktober 2021, dass OAN auf Drängen von Führungskräften von AT&T gegründet wurde, das seitdem bis zu 90 % der Einnahmen des Netzes beisteuert.
Anfang 2022 wurde bekannt, dass im April 2022 der Vertrag mit dem Programmanbieter DirecTV und damit einem wichtigen Vermittler der Inhalte von One America News auslaufen wird.

## Kontroversen
OAN erlangte internationale Aufmerksamkeit, weil Donald Trump ihn mehrfach als Quelle seiner Tweets nutzte, obwohl die Inhalte faktisch oft nicht belegte Verschwörungstheorien sind. Die New York Times beschreibt die Zielgruppe des Senders als „Zuschauer, die sich von den mehr am Mainstream orientierten, konservativen Nachrichtensendern entfremdet haben“.
OAN bedient Alt-Right-Ideologien. Es verbreitete neben Verschwörungstheorien wiederholt Propaganda bzw. Desinformation. OAN hat sich selbst als einen der „größten Unterstützer“ von Donald Trump bezeichnet.
Chanel Rion, die Korrespondentin von OAN im Weißen Haus, verbreitete Verschwörungstheorien von QAnon und behauptete, das Coronavirus sei in North Carolina hergestellt worden.
Das Wall Street Journal berichtete im Januar 2020 Hicks Equity Partners, eine Private-Equity-Gesellschaft des Republican National Committee Vizevorsitzenden Thomas Hicks Jr. wolle OAN kaufen. Hicks, der als enger Freund von Donald Trump Jr. gilt, suchte weitere Spender innerhalb der Republikanischen Partei, um mit rund 250 Millionen US-Dollar in die Muttergesellschaft des Netzwerks einzusteigen.
Im November 2020 sperrte YouTube OANN für sieben Tage, nachdem dieser ein angebliches Wundermittel gegen COVID-19 beworben hatte.
Die White House Correspondents' Association entschied 2020, Reporter des Senders nicht mehr bei Presseterminen zuzulassen, weil sie sich nicht an Schutzmaßnahmen gegen die COVID-19-Pandemie hielten.
Nachdem Donald Trumps ehemaliger Lieblingssender Fox News im Verlauf der US-Präsidentschaftswahl 2020 bei Trump in Ungnade fiel, weil Fox News die Wahlergebnisse sendete, ohne sich die Wahlfälschungsvorwürfe von Trump zu eigen zu machen, wendete sich dieser bezüglich Nachrichtensendungen von Fox News ab und zu OAN hin. Im Jahr 2021 wurde OAN von Dominion Voting Systems und Smartmatic verklagt, weil OAN behauptet hatte, jene Wahlmaschinen- und Wahlsoftwareunternehmen hätten während der Präsidentschaftswahlen 2020 Wahlbetrug begangen.

## Rezeption
John Oliver nannte in der Satire-Show Last Week Tonight (HBO) OAN „eine skrupellosere und schamlosere Ausgabe“  von Fox News. OAN sei seit seiner Gründung ein Zuhause für extremen Konservatismus („a home for extreme conservatism“) und ein rechtsextremer Sender („far-right network“).
Die Journalistin Rachel Maddow von MSNBC bezeichnete OAN als „bezahlte russische Propaganda“, weil einer von dessen Mitarbeitern für den Sputnik gearbeitet habe. Eine Klage des Eigners Herring dagegen wurde abgewiesen.